# Listă de comune din raionul Anenii Noi
Această listă conține comunele din raionul Anenii Noi, Republica Moldova, cu satele din componența lor. Celulele gri indică localitățile consemnate ca „sat (comună)” în Legea privind organizarea administrativ-teritorială a Republicii Moldova.
| Comuna        | Satul de reședință | Sate componente |
| ------------- | ------------------ | --------------- |
| Botnărești    | Botnărești         | Botnărești      |
| Botnărești    | Botnărești         | Salcia          |
| —             | —                  | Bulboaca        |
| Calfa         | Calfa              | Calfa           |
| Calfa         | Calfa              | Calfa Nouă      |
| Chetrosu      | Chetrosu           | Chetrosu        |
| Chetrosu      | Chetrosu           | Todirești       |
| Chirca        | Chirca             | Botnăreștii Noi |
| Chirca        | Chirca             | Chirca          |
| Ciobanovca    | Ciobanovca         | Balmaz          |
| Ciobanovca    | Ciobanovca         | Ciobanovca      |
| Ciobanovca    | Ciobanovca         | Mirnoe          |
| Ciobanovca    | Ciobanovca         | Troița Nouă     |
| —             | —                  | Cobusca Nouă    |
| Cobusca Veche | Cobusca Veche      | Cobusca Veche   |
| Cobusca Veche | Cobusca Veche      | Florești        |
| —             | —                  | Delacău         |
| —             | —                  | Floreni         |
| Geamăna       | Geamăna            | Batîc           |
| Geamăna       | Geamăna            | Geamăna         |
| —             | —                  | Gura Bîcului    |
| —             | —                  | Hîrbovăț        |
| —             | —                  | Maximovca       |
| —             | —                  | Mereni          |
| —             | —                  | Merenii Noi     |
| Ochiul Roș    | Ochiul Roș         | Ochiul Roș      |
| Ochiul Roș    | Ochiul Roș         | Picus           |
| —             | —                  | Puhăceni        |
| —             | —                  | Roșcani         |
| —             | —                  | Speia           |
| —             | —                  | Șerpeni         |
| Telița        | Telița             | Telița          |
| Telița        | Telița             | Telița Nouă     |
| Țînțăreni     | Țînțăreni          | Crețoaia        |
| Țînțăreni     | Țînțăreni          | Țînțăreni       |
| —             | —                  | Varnița         |
| Zolotievca    | Zolotievca         | Larga           |
| Zolotievca    | Zolotievca         | Nicolaevca      |
| Zolotievca    | Zolotievca         | Zolotievca      |